# سمثنغ أوفول
سمثنغ أوفول هو موقع ويب أنشئ في عام 1999، الموقع ملك Richard Kyanka ‏، ويقع مقره الرئيسي في الولايات المتحدة.

## وصلات خارجية
- الموقع الرسمي